# علي رضا صادقي
علي رضا صادقي (بالفارسية: علیرضا صادقی) هو لاعب كرة قدم إيراني، ولد في 14 مارس 1999 في مشهد في إيران.

## وصلات خارجية
- علي رضا صادقي على موقع قاعدة بيانات كرة القدم.إي يو (الإنجليزية)
- علي رضا صادقي على موقع Soccerway.com (الإنجليزية)